# 영화테크
영화테크(Younghwa Tech Co. Ltd.)는 대한민국의 자동차용 정션박스 제조 기업이다. 본사는 충남 아산시 둔포면 아산밸리로 132에 위치해 있으며 대표이사는 엄준형이다.

## 상장
2017년 10월 26일에 주관사를 신한금융투자로 공모가 12,500원에 코스닥 시장에 상장하였다.

## 참고문헌
1. ↑  영화테크, EU 수소 투자 확대에 초대형 계약 ‘함박웃음’, ET투데이, 2023-11-02
2. ↑  영화테크, 878억 규모 포스코인터내셔널 수소전기차 계약, fn뉴스, 2023.10.30
3. ↑  영화테크, 수소전기차 부품 첫 유럽시장 진출, 한국경제, 2023.11.01